# 阿马林多夫-阿尔方
阿马林多夫-阿尔方是奥地利下奥地利州格明德县的一个市镇。总面积8.03平方公里，总人口1168人，人口密度145.5人/平方公里（2005年）。